# Massimiliano Angelelli
Pour les articles homonymes, voir Angelelli.
Massimiliano Angelelli, né le 28 août 1775 à Bologne et mort le 31 mai 1853 dans la même ville, est un écrivain italien.

## Biographie
Massimiliano Angelelli naît le 28 août 1775 de Teresa Malaspina di Lunigiana et du marquis Giuseppe Maria Angelelli, homme de lettres et membre du Sénat de Bologne, descendant de la famille sénatoriale des Angelelli.
Massimiliano Angelelli fait ses études secondaires au Collegio dei Nobili de Modène, puis se rend à Rome pour étudier à l'université avec son père.
Inscrit à la faculté de droit, il abandonne ses études juridiques pour se consacrer entièrement à la littérature et aux études humanistes. Il critique Giacomo Leopardi et le romantisme et devient un partisan strict du classicisme, membre influent du cercle classique bolonais avec Paolo Costa, Vincenzo Valorani, Dionigi Strocchi (en), Filippo Schiassi et Giovanni Marchetti.
Il se consacre en particulier aux traductions du grec en italien, pour lesquelles il est très apprécié de ses contemporains : Plutarque, Basile de Césarée, Démosthène, Xénophon, Synésios de Cyrène et surtout le théâtre de Sophocle suivant le purisme classiciste du Père Antonio Cesari. En 1815, sa traduction d' Antigone est publiée à Bologne, suivie des autres tragédies, rassemblées en deux volumes en 1823-1824, qui reçoivent les éloges de Pietro Giordani.
À partir de 1832, il enseigne le grec à l'Université de Bologne, succédant en 1838 à Giuseppe Mezzofanti dont il est disciple. Ses conférences claires, précises et érudites sont suivies par Marco Minghetti et Luigi Frati, entre autres.
Il est membre de l'Académie des sciences et de nombreuses autres institutions culturelles et scientifiques. Il est passionné de musique, premier violon dans le quatuor de Ferdinand Hiller, et traducteur d'opéras allemands pour Gioachino Rossini.
Il est plusieurs fois conseiller municipal de Bologne et, en 1848, il est élu par Pie IX comme membre du Haut Conseil.
Massimiliano Angelelli meurt en 1853 à Bologne. Il est inhumé dans la Sala del Colombario du cimetière monumental de la Chartreuse de Bologne. Son monument funéraire, connu sous le nom de Monument Malvezzi Angelelli, est une œuvre de 1855 attribuée à Massimiliano Putti (base) et ornée de sculptures d'Athéna et du Génie de la Gloire de Lorenzo Bartolini de 1833. Le groupe sculptural, initialement commandé par le prince Baciocchi pour être placé dans la basilique San Petronio, est ensuite refusé par ce dernier; il est donc adapté pour répondre aux besoins de la nouvelle commande.

## Œuvres
- (it) Massimiliano Angelelli, Tragedie di Sofocle recate in versi italiani da Massimiliano Angelelli bolognese con note e dichiarazioni, vol. 1, Bologne, Annesio Nobili, 1823 (lire en ligne)
- (it) Massimiliano Angelelli, Tragedie di Sofocle recate in versi italiani da Massimiliano Angelelli bolognese con note e dichiarazioni, vol. 2, Bologne, Annesio Nobili, 1823 (lire en ligne)
- (it) Massimiliano Angelelli, Delle opere di Sinesio tradotte dal greco da Massimiliano Angelelli con qualche dichiarazione, vol. volume primo, parte prima, Bologne, presso Riccardo Masi, 1827 (lire en ligne)
- (it) Massimiliano Angelelli, Delle opere di Sinesio tradotte dal greco da Massimiliano Angelelli con qualche dichiarazione, vol. volume primo, parte seconda, Bologne, presso Riccardo Masi, 1828 (lire en ligne)